# Filtrage trilinéaire
 (avril 2018).
Si vous disposez d'ouvrages ou d'articles de référence ou si vous connaissez des sites web de qualité traitant du thème abordé ici, merci de compléter l'article en donnant les références utiles à sa vérifiabilité et en les liant à la section « Notes et références ».
Pour les articles homonymes, voir filtrage.
Le filtrage trilinéaire est un algorithme utilisé en infographie permettant de calculer des pixels intermédiaires entre les pixels d'une image (potentiellement, d'une texture) que l'on change de taille. En particulier, il permet de proposer des pixels intermédiaires lorsque l'on agrandit l'image au-dessus de sa résolution d'origine. Ce procédé permet d'éviter l'effet de crénelage apparaissant dans le cas d'un filtrage linéaire.
Le filtrage trilinéaire est une extension du filtrage bilinéaire, auquel elle ajoute l'interpolation entre les mipmaps.